# Biphyllus kasuganus
Biphyllus kasuganus is een keversoort uit de familie houtskoolzwamkevers (Biphyllidae). De wetenschappelijke naam van de soort werd in 1988 gepubliceerd door Nakane.